# Polylepis weberbaueri
Polylepis weberbaueri är en rosväxtart som beskrevs av Pilger. Polylepis weberbaueri ingår i släktet Polylepis och familjen rosväxter. Inga underarter finns listade i Catalogue of Life.